# The Dead Pool
The Dead Pool là một bộ phim hành động Mỹ năm 1988 do Buddy Van Horn đạo diễn và kịch bản của Steve Sharon, với sự tham gia diễn xuất của các diễn viên chính gồm có Clint Eastwood trong vai Thanh tra "bẩn thỉu" Harry Callahan. Đây là phim thứ năm và là phim cuối cùng trong loạt phim Dirty Harry, bối cảnh ở San Francisco, California.
Câu chuyện kể về sự thao túng của một kẻ giết người hàng loạt với trò chơi dead pool, đối mặt với vị thám tử dày dạn Callahan. Trong phim có hai ngôi sao đồng diễn Liam Neeson, Patricia Clarkson và Jim Carrey (trong vai diễn đầu tiên của mình), mỗi người trong số họ sau đó đã trở thành các diễn viên nổi tiếng. Đây là bộ phim duy nhất trong loạt phim không có sự tham gia của Albert Popwell, một diễn viên đã đóng một nhân vật khác nhau trong mỗi bộ của bốn bộ phim trước đây.
Với thời lượng phim dài 91 phút, nó là phim ngắn nhất trong năm bộ phim Dirty Harry.